# Tommy heavenly6 Heavy Starry tour'07
Tommy heavenly6 Heavy Starry tour'07（トミー・ヘヴンリー ヘヴィ スターリィ ツアー ゼロなな）は、ロックバンド・the brilliant greenのボーカル、川瀬智子が自身のソロプロジェクト「Tommy heavenly6」名義にて2007年3月15日から3月29日まで行った全4か所の全国ライブツアーである。

## 概要
川瀬智子がソロプロジェクト上で初めて行った全国ツアーである。これまでTommy february6ではスペースシャワー主催のライブイベント、Tommy heavenly6では『GIRL POP FACTORY』などそれぞれ単発のライブイベントなどに出演しており、今回の全国ツアーはthe brilliant greenが活動停止して以来久しぶりのライブツアーである。
セットリストはセカンドアルバム『Heavy Starry Heavenly』の収録曲をメインにしており、ファーストアルバム『Tommy heavenly6』からも数曲披露された。
ツアーを行う前にセカンドアルバム『Heavy Starry Heavenly』の発売前日に公式サイトにて川瀬智子MCによるインターネットラジオが配信され、その中で今まで秘密だったプロジェクトの作曲者をゲストに呼ぶとファンに告知した。ツアーが開催されるとステージ上には川瀬のほかにthe brilliant greenのメンバーでベーシストの奥田俊作と同じくギタリストの松井亮の2人がギターで参加していた。川瀬のMCによると今までのソロプロジェクトで作曲していたのは奥田俊作であり、Tommy february6ではほとんど手掛け、Tommy heavenly6の楽曲はすべて手掛けていると明かされた。松井亮もTommy february6の楽曲をいくつか作曲していることも合わせて発表された。また2007年5月31日にthe brilliant greenが活動10周年を迎え、再活動を行うことを発表したため、今回の行動は活動再開への布石と推測される。

## セットリスト
1. Wait till I can dream
2. stay away from me
3. I'm Gonna SCREAM+
4. DOOR MAT
5. 2Bfree
6. my bloody knee-high-socks
7. +gothic Pink+
8. Lollipop Candy ♥BAD♥ girl [album ver.]
9. GIMME ALL OF YOUR LOVE!!
10. LCDD
11. Roller coaster ride→
12. Pray
13. Heavy Starry Chain

### アンコール
1. Ready?
2. Hey my friend
3. Lucky me